# Трепел
Тре́пел — рыхлая или слабо сцементированная тонкопористая опаловая осадочная порода. Состоит из скелетов радиолярий.
Назван в честь города Триполи в Северной Африке (Триполитания), где впервые был найден.

## Характеристика
Этот «трипольный» или «полирующий сланец» находят в третичных слоях.
Отличается от диатомита малым содержанием органических остатков; состоит из мелких сферических опаловых телец (глобул) размером 0,01 — 0,001 мм, с примесью глинистых минералов, глауконита, кварца, полевых шпатов.
При минералогическом анализе в тесте отличается от мела при помощи соляной кислоты (в отличие от мела, не даёт газообразования).

## Использование
Применяется как полироль и в качестве сырья для строительного материала.
Трепел является активной гигроскопичной добавкой, используемой при производстве портландцемента и пуццоланового портландцемента. В сухом и молотом виде трепел может быть использован в составе сухих строительных смесей в качестве активного микронаполнителя.
Трепел также применяется для изготовления кирпичей, применяемых для теплоизоляции стен и заполнения каркасов зданий. В наружных ограждающих конструкциях зданий трепельный кирпич практически не применяется ввиду высокой гигроскопичности, и, как следствие, низкой морозостойкости материала.
Используется в качестве кремниевого сырья для производства органоминеральных удобрений, мелиорантов и рекультиватов.